# Сушнево (платформа)
Су́шнево — железнодорожная платформа Горьковской железной дороги на линии Москва — Владимир в Петушинском районе Владимирской области.
Южнее платформы — дома отдыха Сушнево-1 и Сушнево-2. Севернее — деревня Болдино. В посёлке Сушнево-1 находится усадьба А. Г. Карпова (1911, архитекторы (предположительно) В. Д. Адамович и В. М. Маят)
Состоит из двух боковых платформ, соединённых только настилом через пути. Платформы разнесены, вмещают только 5 тамбуров электричек. Из остальных тамбуров выход на насыпь. Не оборудована турникетами.
Время движения от Петушков — от 20 минут.